# Balamani Amma
Nalapat Balamani Amma (Nalappat, India, 19 de julio de 1909 - 29 de septiembre de 2004) fue una poeta india que escribió en malayalam. Fue una escritora prolífica y fue conocida como la "poeta de la maternidad". Amma (Madre), Muthassi (Abuela) y Mazhuvinte Katha (La historia del Hacha) fueron algunas de sus obras más conocidas. Recibió muchos premios y distinciones, entre ellos el Padma Bhushan, Saraswati Samman, el premio Sahitya Akademi y el premio Ezhuthachan. Fue madre de la reconocida escritora Kamala Surayya.

## Biografía
Balamani Amma nació el 19 de julio de 1909 de Chittanjoor Kunhunni Raja y Nalapat Kochukutti amma en Nalappat, su hogar ancestral en Punnayurkulam del distrito de Thrissur en Kerala. Aunque no recibió educación formal, la tutela de su tío materno y el poeta Nalapat Narayana Menon y su colección de libros la ayudaron a convertirse en poeta. Fue influenciada por Nalapat Narayana Menon y el poeta Vallathol Narayana Menon.
Balamani Amma se casó a la edad de 19 años con VM Nair, quien luego se convirtió en el director gerente y editor gerente de Mathrubhumi, un periódico malayalam de amplia circulación. Se fue a Kolkata después de casarse para vivir con su esposo, quien trabajaba como oficial superior en la Walford Transport Company que vendía automóviles Bentley y Rolls Royce. VM Nair murió en 1977. 
Balamani Amma era la madre de la reconocida escritora Kamala Surayya, quien tradujo uno de los poemas de su madre, "The Pen", que describe la soledad de una madre. Mohandas, Shyam Sunder y Sulochana Nalapat son sus otros hijos. 
Balamani Amma murió el 29 de septiembre de 2004 después de haber padecido la enfermedad de Alzheimer durante casi cinco años.

## Poesía
Balamani Amma publicó más de 20 antologías de poemas, varias obras en prosa y traducciones. Comenzó a escribir poemas a una edad temprana y su primer poema "Kooppukai" que se publicó en 1930. Su primer reconocimiento llegó cuando recibió el Sahithya Nipuna Puraskaram, un premio de Parikshith Thampuran, exgobernante del Reino de Cochin. Nivedyam es la colección de poemas de Balamani Amma de 1959 a 1986. Lokantharangalil es una elegía sobre la muerte del poeta Nalapat Narayana Menon.

## Reconocimientos
Su poesía sobre el amor por los hijos y nietos le valió los títulos de Amma (madre) y Muthassi (abuela) de la poesía malayalam. Mientras pronunciaba el discurso de recuerdo de Balamaniyamma en el Kerala Sahitya Akademi, Akkitham Achuthan Namboothiri, la describió como la "profeta de la gloria humana" y dijo que su poesía había sido una inspiración para él.
Ha recibido muchos honores y premios literarios, incluidos el Premio Kerala Sahithya Akademi por Muthassi (1963), el Premio Kendra Sahitya Akademi por Muthassi (1965), el Premio Asan (1989), el Premio Vallathol (1993), el Premio Lalithambika Antharjanam (1993), Saraswati Samman por Nivedyam (1995), Premio Ezhuthachan (1995) y Premio NV Krishna Warrier (1997). También recibió el tercer honor civil más alto de la India, el Padma Bhushan, en 1987.

### Colecciones de poemas
- Kudumbini (1936)
- Dharmamargathil (1938)
- Sthree Hridayam (1939)
- Prabhankuram (1942)
- Bhavanayil (1942)
- Oonjalinmel (1946)
- Kalikkotta (1949)
- Velichathil (1951)
- Avar Paadunnu (1952)
- Pranamam (1954)
- Lokantharangalil (1955)
- Sopanam (1958)
- Muthassi (1962)
- Mazhuvinte Katha (1966)
- Ambalathilekku (1967)
- Nagarathil (1968)
- Veyilaarumbol (1971)
- Amruthamgamaya (1978)
- Sandhya (1982)
- Nivedyam (1987)
- Mathruhridayam (1988)
- To My Daughter (Malayalam)
- Kulakkadavil